# Peugeot Type 118
La Peugeot Type 118 est un modèle d'automobile produit par le constructeur français Peugeot en 1909.